# Вигилянций
Вигилянций (Вигилантий) (лат. Vigilantius) — пресвитер, в конце IV и в начале V веков ратовавший против почитания мощей и святых, безбрачия духовенства, монашества и вообще против тогдашних аскетических воззрений. 

## Биография
Вигилянций родился около 370 года в Калагурре, где его отец содержал гостиницу по дороге из Аквитании в Испанию. На таланты юноши обратил внимание Сульпиций Север, имевший поместье по соседству. Вероятно, что Сульпиций крестил Вигилянция, а затем отправил к Павлину Ноланскому. После возвращения домой Вигилянций был рукоположен в Барселоне в сан пресвитера.
Получив после смерти отца наследство, он предпринял путешествие на Ближний Восток и явился в Вифлеем, к Иерониму, с которым, по-видимому, не поладил. Главный разлад между ними произошел из-за Оригена, сочинения которого Иероним прежде высоко чтил. Хотя он и перешел на сторону Епифания Кипрского, отрицательно относившегося к Оригену, но, вероятно, не вполне освободился из-под влияния последнего (по крайней мере Вигилянций сделал ему упрек в этом роде). Это вызвало раздражение у Иеронима, который затем нашёл возможность обвинить Вигилянция в ереси.
Пресвитер Ринарий жаловался в своем письме к Иерониму, что Вигилянций восстаёт против почитания мощей и называет сторонников этой практики за это называет поклонниками праха (cinerarii). Иероним поспешил ответом, в котором выразил удивление, что епархиальный епископ жезлом железным не сокрушил «этот негодный сосуд». В 406 году Ринарий переслал Иерониму сочинение Вигилянция, добавив при этом, что многие разделяют идеи, содержащиеся в этой работе, и даже сам епископ им сочувствует. В одну ночь Иероним написал опровержение. Это сочинение служит единственным источником для ознакомления с мыслями Вигилянция. Следует заметить, что текст переполнен резкими выражениями и насмешками, в то же время содержит в себе весьма мало фактических данных.

## Взгляды
Почитание мощей Вигилянций называл обожанием (adoratio) и считал возвращением к язычеству. Он выступал против молитвенного призывания святых, против ночного богослужения перед празднованием памяти мучеников, указывал на беспорядки, которые действительно бывали при всенощном богослужении. Чудеса, по мнению Вигилянция, имели место только при первоначальном распространении христианства и могли быть полезны только для убеждения неверующего, а для уверовавших они не имеют значения. Возражая против обета нестяжательности, Вигилянций утверждал, что лучше владеть имуществом и с благоразумием употреблять его на дела благотворительности, чем сразу раздавать его. Во время своего пребывания на Востоке он оказывал вспомоществование палестинским подвижникам, но потом выражал сомнение, хорошо ли пожертвованиями с Запада поддерживать аскетический образ жизни на Востоке, и не лучше ли помогать местным бедным.